# Палацо дела Раджоне (Милано)
Палàцо дела Раджòне (на италиански: Palazzo della Ragione, букв. „Дворец на разума“, на милански диалект Palazz), бивше Ново Бролето (Broletto Nuovo) от 1251 до 1786 г., е историческа сграда на пл. „Мерканти“ в Милано, Северна Италия, срещу Лоджия „Озии“.

## История и функция
Дворецът е разположен на площад „Мерканти“ –  политически център на Милано от епохата на комуните до 18 век. Създаването на площада е решено през 1228 г. при подест Алипрандо Фара от Бреша.
Още в римско време тук се е намирал Дворецът на ипотеките и Школите на хуманизма, посещавани от Вергилий. Тук е била и статуята на Брут, един от убийците на Юлий Цезар, а по-късно и на Цицерон, който е бил претор в Милано по време на републиката.

През 1228 г. общината решава да построи новото заграждение на бролето със съответните дворци на публичната власт върху иззетите имоти и на територията на укрепения дом „Феролди“ и древния бенедиктински манастир „Лентазио“. Милано е имал три бролета, т.е. оградени зони, където са се провеждали градските събрания и правораздаването. Най-старото е Старото Бролето (Broletto Vecchio), граничещ с архиепископията и Миланската катедрала, по-късно преобразуван на Кралски дворец, който е седалище на кметството до 1251 г. Второто, наречено „Ново Бролето“ (Broletto Nuovo) или Палат на разума, е  седалище на кметството от 1251 до 1786 г. Третото, наречено „Най-ново Бролето“ (Nuovissimo), бивш Дворец „Карманьола“, е седалище на кметството от 1786 до 1861, когато общинските служби са преместени в Дворец „Марино“ където са и днес. 
Така се ражда четириъгълник с аркади, затворен от Палацо дела Раджоне (първият построен), Лоджия „Озии“, Палатинските школи, Дворецът на нотариусите, Дворецът на юристконсултите и място на съдилищата, службите на пoдеста и търговските институции, и местоположение на Школите на Бролето (1406 г.).  
През 1233 г. подест Олдрадо да Тресено (или Дрезано) от Лоди нарежда изграждането на горен етаж с голяма зала за най-важните срещи. Дворецът е център на живота на града от годината на завършването му през 1251 г., когато е издигнат по волята на подест Алипрандо Фаба като обикновен отворен портик за събрания, арбитражи и наредби.
Във външните стени на сградата, покрити предимно с кото, са използвани фрагменти от древен мрамор, които носят надписи и спомени. Сред тях е високорелефът, изобразяващ полувълнистата свиня (strofa semilanuta) – древна емблема на Милано от римско-келтски произход, намерен по време на строителството на сградата през 1233 г. и поставен върху пиластър на втората арка на лоджията на приземния етаж (южната страна, гледаща към пл. „Мерканти“). Според някои източници на фасадата е имало и фреска от Брамантино (1455 - 1530), изобразяваща Мадоната с Младенеца и ангели, след това отделена през 1808 г. и прехвърлена в Пинакотека „Брера“.
В древни времена в двореца се е съхранявал Карочо-то на Милано –  голяма четириколесна колесница, носеща емблемата на града, около която милициите на средновековните градове се се събирали и воювали. През Средновековието това е мястото на обществен, политически и търговски живот.
Дворецът е свидетел на политическите и организационните катаклизми, които следват един след друг през вековете: измъченото общинско управление, последвано от това на Синьорията и от 1395 г., в продължение на почти четири века, от това на Херцогството. Статутите от 1396 г., първият от които е запазен, одобрен от херцог Джан Галеацо Висконти, нарежда под наказание от голяма глоба, лоджията на сградата, разположена в центъра на площада, „да остане свободна от всякакво задръстване, така че благородници и търговци, граждани и чужденци да могат да останат там, да разговарят и да се разхождат. За да не се разсейват гражданите от тези благородни дела, достъпът до площада е забранен за леки жени“. От 1481 г., по времето на Лудовико „Мавъра“ и Леонардо да Винчи, търговците получават право да използват портика на сградата като пазар, който често е наричан „Търговска лоджия“ (Loggia dei Mercanti).
Когато комуната е разпусната от господарите Висконти, няма нужда да се поддържа голямата сграда, която първоначално е използвана от Съвета на 900-те. Поради това първият етаж претърпява радикално намаляване поради променените вътрешноорганизационни общински нужди. Дворецът става седалище на Съда, специализиран в гражданските дела. Пространството на Голямата зала е разделено на офиси за различните съдии плюс една по-малка зала – „Съдилището". Направено е и таванско помещение, което да се използва за архив.
При испанския губернатор Франсиско Фердинандо д’Авалос, в периода 1559-1562 г., както дворецът, така и целият вътрешен площад са обект на промени в употребата и на големи ремонти. През 1582 г. залата на „Съда на правосъдието“ претърпява допълнително намаляване от строителния инженер Джузепе Меда, за да се създадат нови по-малки и по-функционални зали, което допълнително намалява пространството за срещи (т. нар. „Зала на съдиите").
През 1590 г. новият таван на портика е изцяло преработен. През 1614 г., след пожар, избухнал на съседния площад, през века са извършени няколко доста значителни ремонта на сградата: реконструкция на нов под през 1647 г., подреждане на портика през 1688 г. и реконструкция на покрива през 1690 г. Друг цикъл от интервенции датират от 1722-1726 г., когато покривните греди и таваните са преустроени по проект на Антонио Куадрио, строителен инженер. Намалена е котата на площада, за да доведат до това сградата да има солидна основа от поне половин метър.

Под управлението на австрийското губернаторство, с прехвърлянето през 1771 г. на съдебната система в Двореца на Капитана на правосъдието (старият съд на Милано, сегашно седалище на местната полиция на пл. „Бекария“), Палацо дела Раджоне напълно изменя функцията си, превръщайки се в архив на Нотариалната камара.
През 1773 г. императрица Мария Терезия нарежда на архитект Франческо Кроче да издигне сградата с още един етаж. Пространствата са напълно реновирани от Кроче, който кара да зазидат средновековните триаркови прозорци и да издигнат сградата, създавайки големи овални прозорци (видими и днес). Така той я свежда до неокласически стил, като по този начин дава живот на новото седалище на нотариалните архиви, останали там до 1970 г. Това поражда големите критики на тогавашните интелектуалци, които са привърженици на средновековната архитектура. Сградата става седалище на регионалното правителство – Държавната конгрегация.
През 1854 г., по проект на архитект Енрико Терцаги, портикът на приземния етаж е затворен със стъкло с чугунена арматура и по-късно таванът е заменен с оребрени арки. Между 1866 и 1870 г. в сградата е първото седалище на Миланската народна банка. Портикът е отворен отново между 1905 и 1907 г.
С възраждането на интереса към средновековната архитектура мазилките, които покриват старата част на сградата, са премахнати, прозорците и повдигнатата част са изоставени на съдбата, но не и премахнати, тъй като вътрешните пространства продължават да се използват.
След като бомбардировките от 1943 г. напълно унищожават сградата на универсалния магазин Ринашенте на пл. „Дуомо“, Общината наема цялата сграда на палата и част от пл. „Мерканти“ за седем години, като временно затваря аркадите, за да позволи на Ринашенте да продължи търговската си дейност. През март 1951 г., когато Ринашенте се настанява в новопостроена сграда до пл. „Дуомо“, пл. „Мерканти“ и Палацо дела Раджоне са възстановени в оригиналния си вид.
През 1955 г. под аркадите са поставени 19 бронзови възпоменателни плочи за падналите в Съпротивата. 
През 1970-те г. Нотариалният архив е преместен и се заговаря за възможното завръщане към формите преди повдигането при Мария Терезия през 1773 г., считани до голяма степен за чужди на структурата и без историческа стойност. Към това се добавят и проблемите, свързани със стабилността на сградата. През 1978 г. арх. Марко Деци Бардески, от името на Община Милано, реставрира сградата, като извършва структурната ѝ консолидация и се намесва се по консервативен начин както във външните, така и във вътрешните повърхности, по този начин защитавайки повдигането ѝ от 18 век. Той освен това прави важни функционални промени като изграждането на отоплителните системи, реконструкцията на подовата настилка и включването през 1985 г. на външно аварийно стълбище. Стълбището е обект на недоволство заради отказа на архитекта да приложи каквато и да е маскировка.

## Описание
Сградата има правоъгълен план, който се отваря като истински покрит площад, с две големи пътеки с аркади. Тези аркади се състоят от седем арки от големите страни и две от второстепенните, разположени върху големи каменни колони. Архиволтите са прости, от тухлени и мраморни камъни, редуващи се в кръг, с изключение на най-крайните от двете големи страни, които са островърхи.
На етажа на верандата се влиза в пл. „Мерканти“ посредством пет стъпала, които заемат цялата страна.
Горният етаж има пет големи триаркови прозорци на фасадата, обърната към площада, асиметрични по отношение на арките отдолу, както и кръгъл сводест прозорец с високорелефа на подест Олдрадо да Тресено и възпоменателната плоча за строежа на негово име. Прозорците са обрамчени от кото с арки от тухли и камък и обхващат три по-малки арки, лежащи върху колони с листовидни капители. В нишата е статуята на Олдрадо.

## Сестриери на Милано
Шестте сестриера на Милано, т.е. шестте зони, на които градът е бил разделен в древни времена, първоначално са сегменти с форма на скилидка, чийто връх е Палацо дела Раджоне. След това те се развиват радиално към покрайнините, достигайки границите на Милано: по това време обитаемата част на града достига съвременния Кръг „Навили“, тоест до древните средновековни стени, сега включени в Кметство 1, т.е. в историческия център на съвременен Милано. Те са Сестриер „Порта Комазина“, Сестриер „Порта Нуова“, Сестриер „Порта Ориентале“, Сестриер „Порта Романа“,  Сестриер „Порта Тичинезе“ и Сестриер „Порта Верчелина“. Всеки от тях носи името на едноименната порта на Милано.

## Проекти за реставрация
- Проектът за реставрация на Кицолини (1862 г.).
- Проектът за реставрация на Кицолини (1862 г.).
- Проектът за възстановяване на Пероне (1914 г.).